# زایچه

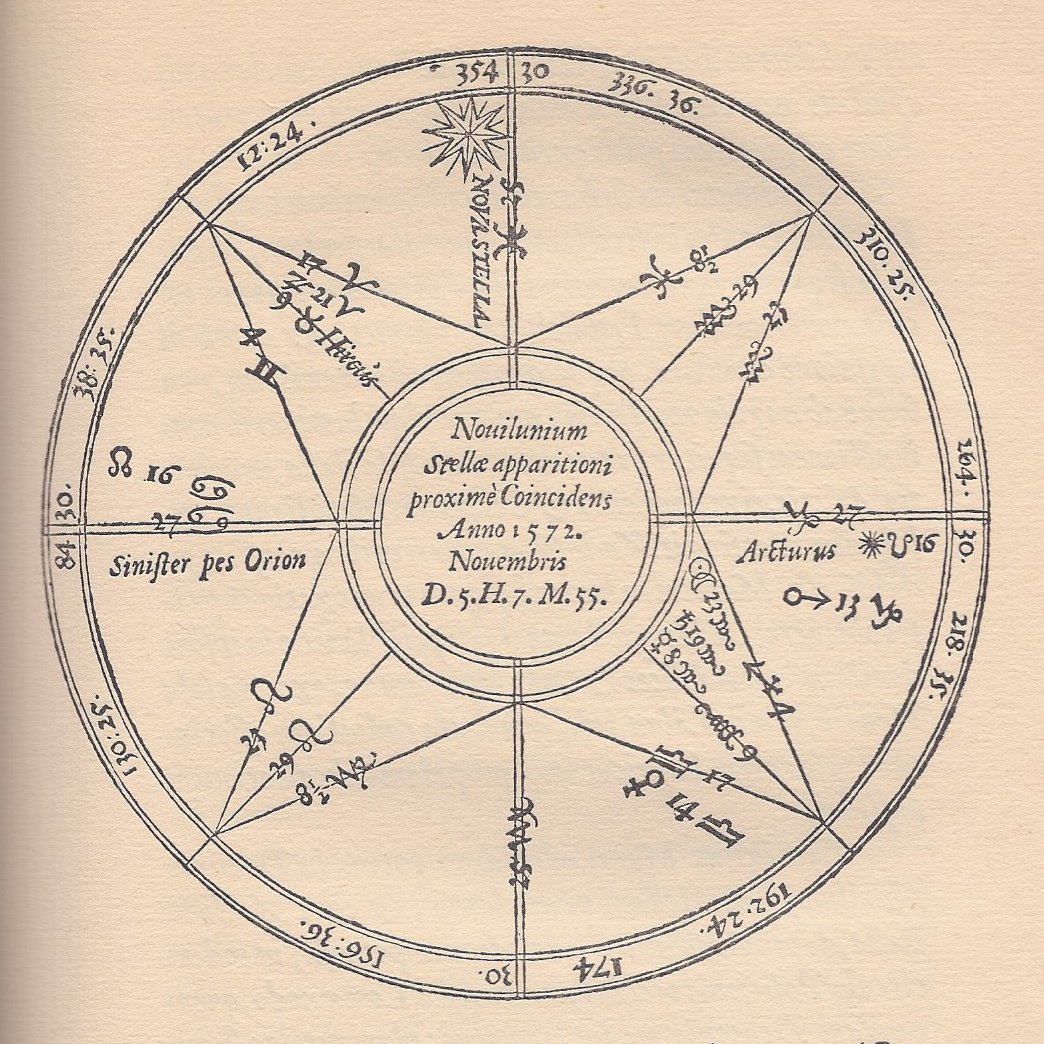

زایچه (به انگلیسی: Horoscope)، جدولی است که در آن درجات قرار گرفتن سیارات و ماه و خورشید در صور فلکی مختلف و نیز دیگر عوامل آسمانی و فلکی را به هنگام زاده شدن یک فرد ثبت می‌کنند و سپس از اطلاعات این جدول برای طالع‌بینی، پیش‌بینی شخصیت آن فرد و طالع او استفاده می‌نمایند.
چگونگی استخراج این جدول از اصول آموزشی کتب نجومی قدیم بوده است و نیاز به آشنایی با علوم ریاضی، نجوم، زیج و کار با اسطرلاب داشته است. امروزه می‌توان با نرم‌افزارهای نجومی ساده به سرعت چنین جدولی را ایجاد کرد.
در طالع‌بینی عقیده بر این است که چگونگی قرارگیری اجرام آسمانی در لحظه تولد فرد با ذات و طبع و سرنوشت او رابطه دارد.
هیچ تحقیق علمی مبنی بر درستیِ زایچه وجود ندارد و روش‌های مورد استفاده برای تفسیرهایی که زایچه ارائه می‌کند، مبنای شبه‌علمی دارند. در چارچوب علمی، هیچ شواهد شناخته‌شده‌ای مبنی بر وجود ارتباطی میان یک فرد و نحوهٔ قرارگیری اجرام آسمانی در زمان تولد وی، وجود ندارد.
فال به عنوان نقشه‌ای از آسمان بر فراز یک مکان خاص در یک لحظه زمانی خاص عمل می‌کند. در اکثر برنامه‌ها، چشم‌انداز زمین مرکزی است (طالع‌بینی خورشید مرکزی یکی از استثناها است). موقعیت سیارات واقعی (از جمله خورشید و ماه) در جدول قرار می‌گیرند، موقعیت عوامل محاسبه شده صرفاً مانند گره‌های قمری، خانه‌های خانه از جمله میانه آسمان و صعود، علائم زودیاک، ستارگان ثابت و قرعه‌ها. روابط زاویه‌ای بین سیارات خود و نقاط دیگر، به نام جنبه، به‌طور معمول، از جمله ضعف دارند.
ریشه‌شناسی کلمه لاتین "horoscopus" در نهایت از یونانی "ὡρόσκοπος" به معنای "تولد، فال" و "ناظر ساعت [تولد]" مشتق می‌شود، که از "ὥρα" به معنای "زمان، ساعت" و "σκόπος" به معنای "ناظر، نگهبان" گرفته شده است. در متون انگلیسی میانه از قرن یازدهم، این کلمه به صورت لاتین ظاهر می‌شود و در انگلیسی اولیه به "فال" تبدیل می‌شود. عبارت "horoscopy" برای "ریختن طالع‌بینی" از قرن هفدهم مورد استفاده قرار گرفته است (OED). در یونانی، "ὡρόσκοπος" به معنای "صعود" - نه تنها زمان تولد کسی، بلکه به‌طور کلی هر رویداد مهم - و "ὡροσκοπία" به معنای "مراقبه صعود" از زمان بطلمیوس ترجمه شده.